# Lluer andí
El lluer andí (Spinus spinescens) és un ocell de la família dels fringíl·lids (Fringillidae).

## Hàbitat i distribució
Habita camp obert i zones arbustives de les muntanyes de Colòmbia, nord-oest de Veneçuela i nord de l'Equador.